# Ion V. Adrian
Ion V. Adrian (Mihăileni, 1821-Botoșani, 1871) fue un profesor, periodista, profesor, impresor y publicista rumano.

## Biografía
Nacido en 1837 en Mihăileni en 1837, estudió en Fălticeni e Iași. En 1856 fue nombrado profesor de la escuela primaria pública de Dorohoi y luego, en 1858, profesor de historia en la escuela secundaria de Galați. En 1864 era auditor de escuelas en Dorohoi, Suceava, Iași, Botoșani, y en 1868 director de la escuela secundaria en Botoșani. En varias ocasiones, Adrian ejerció como periodista, colaborando en el periódico humorístico Bondarul de Iași, Independentul de Botoșani y Steluţa. Hacia el final de su vida, entre 1871 y 1875, Adrian trabajó como impresor en Botoșani. Falleció el 14 de agosto de 1875 en Botoșani. Publicó un volumen de Versuri (1872) y la sátira Postulachi Slugărescu (1874).